# Agglutination Metal Festival
 Agglutination Metal Festival – letni, włoski festiwal muzyki heavymetalowej. Festiwal jest organizowany w Chiaromonte, Sant’Arcangelo i Senise, prowincja Potenza (Basilicata) od roku 1995.
Na przestrzeni lat podczas Agglutination wystąpili m.in. tacy wykonawcy jak: Overkill, Cannibal Corpse, Mayhem, Stratovarius, Vader, Carcass, Dark Tranquillity, Gamma Ray, U.D.O., Rhapsody of Fire, Marduk, Rotting Christ, Dismember i Tankard.